# Agnaldo Liz
Agnaldo Liz Souza, mais conhecido como Agnaldo Liz ou simplesmente Agnaldo (Florianópolis, 7 de junho de 1968), é um treinador e ex-futebolista brasileiro que atuava como zagueiro.

## Carreira

### Jogador
Começou a carreira no Figueirense, de Florianópolis, em 1985.
No início de 1991, foi contratado pelo Vitória.
Pelo Grêmio, Agnaldo participou do início da era Felipão e foi titular na conquista da Copa do Brasil de 1994. O zagueiro deixou o clube em 95, antes da conquista da Taça Libertadores.
Atuou ainda pelo Flamengo e Guarani. 
Em 1997, chegava ao Palmeiras, novamente com Luiz Felipe Scolari. Pelo clube, pelo qual foi campeão da Copa Libertadores da América de 1999 como reserva, e da Copa dos Campeões de 2000 onde foi o capitão, entre outros títulos. Disputou 104 jogos pelo clube, com 57 vitórias, 26 empates, 21 derrotas, e três gols marcados.
No segundo semestre de 2000, foi para o Fluminense. Foi dispensado no final de 2001.
Agnaldo Liz encerrou a carreira como jogador pelo Lages de Santa Catarina em 2003.

### Treinador
Logo em seguida à aposentadoria dos campos, iniciou a carreira de treinador, onde treinou Tubarão FC, Comercial, Sampaio Corrêa, Pelotas, Catanduvense, Itumbiara, Coruripe, Rio Claro, Campinense, dentre outros.
Em 2004, levantou o título baiano pelo Vitória. Passou pelo Guarani no segundo semestre.
Em fevereiro de 2005, assume o Ituano. Dirigiu o time na derrota contra o Palmeiras e pediu demissão.
Em 2007, treinou o Catanduvense.
Em novembro de 2011, foi anunciado pelo Fluminense de Feira para a disputa do Campeonato Baiano de 2012.
Comandou o Guarany de Sobral, Curitibanos, Atlético de Alagoinhas.
Ficou um tempo sem clube por motivos pessoais, mas retornando ao mercado em 2016. Agnaldo não ficou parado esse tempo, ele vem realizando estágios em grandes e tradicionais clubes brasileiros.
No início de 2020, treinou o time de aspirantes do Vitória que disputou a primeira parte do Baianão 2020, com três vitórias, dois empates e duas derrotas em sete jogos e 52,4% de aproveitamento.
Em junho de 2020, treina o Atlético de Alagoinhas na reta final do Campeonato Baiano e Série D do Campeonato Brasileiro.
Em abril de 2022, chega ao Altos para a disputa da Série C e reta final do Campeonato Piauiense. Foi demitido após 15 dias, após dois jogos à frente da equipe alviverde.
Em novembro de 2022, foi confirmado como comandante do Atlético de Alagoinhas para a temporada 2023, iniciando sua quarta passagem pelo clube. Em janeiro de 2023, deixa o clube.
Em fevereiro de 2023, assume o Jacobinense, na época vice-lanterna do Campeonato Baiano.
Em março de 2023, assume o São Carlos para a disputa do Campeonato Paulista da Segunda Divisão. Em maio, após fim do 1º turno da Segundona, deixa o time, após apenas uma vitória e quatro derrotas em cinco jogos no Campeonato.

## Títulos

### Como jogador
Figueirense
- Copa Santa Catarina: 1990

Vitória
- Campeonato Baiano: 1992[3]

Grêmio
- Copa do Brasil: 1994[3]

Palmeiras
- Copa do Brasil: 1998
- Copa Mercosul: 1998
- Copa Libertadores da América: 1999
- Torneio Rio–São Paulo: 2000
- Copa dos Campeões: 2000

### Como treinador
Vitória
- Campeonato Baiano: 2004

Atlético de Alagoinhas
- Campeonato Baiano: 2021 e 2022